# الهيشة (سوهاج)
قرية الهيشة هي إحدى القرى التابعة لمركز طما بمحافظة سوهاج في جمهورية مصر العربية. حسب إحصاءات سنة 2006، بلغ إجمالي السكان في الهيشة 5000 نسمة، منهم 2548 رجل و2452 امرأة.